# DeVante' Jones
DeVante' Jones (Nueva Orleans, Luisiana, 9 de abril de 1998) es un jugador de baloncesto estadounidense que juega en el Le Mans Sarthe Basket de la Pro A, la primera división del baloncesto francés. Con 1.85 metros de estatura, juega en la posición de base y escolta.

## Trayectoria deportiva

### Universidad
Es un ala-pívot formado en Fluvanna County High School de Palmyra (Virginia) y en la Blue Ridge School de Saint George (Virginia), antes de ingresar en 2017 en la Universidad de Carolina Costera, situada en Conway, en el estado de Carolina del Sur, donde jugaría durante cuatro temporadas en la NCAA con los Coastal Carolina Chanticleers.
En la temporada 2021-22, disputaría su último año universitario en la Universidad de Míchigan, disputando la NCAA con los Michigan Wolverines.

#### Estadísticas
| Año     | Equipo           | PJ       | PT       | MPP      | %TC      | %3P      | %TL      | RPP      | APP      | ROB      | TPP      | PPP      |
| ------- | ---------------- | -------- | -------- | -------- | -------- | -------- | -------- | -------- | -------- | -------- | -------- | -------- |
| 2017–18 | Coastal Carolina | Redshirt | Redshirt | Redshirt | Redshirt | Redshirt | Redshirt | Redshirt | Redshirt | Redshirt | Redshirt | Redshirt |
| 2018–19 | Coastal Carolina | 23       | 20       | 29.8     | .461     | .337     | .818     | 3.9      | 3.6      | 1.3      | .0       | 14.0     |
| 2019–20 | Coastal Carolina | 32       | 31       | 32.8     | .488     | .296     | .867     | 5.8      | 5.7      | 1.7      | .2       | 17.4     |
| 2020–21 | Coastal Carolina | 26       | 26       | 32.8     | .487     | .368     | .862     | 7.2      | 2.9      | 2.8      | .2       | 19.3     |
| 2021–22 | Michigan         | 33       | 33       | 28.8     | .463     | .342     | .792     | 4.5      | 4.6      | .9       | .1       | 10.3     |
| Total   | Total            | 114      | 110      | 31.0     | .477     | .336     | .845     | 5.3      | 4.3      | 1.7      | .1       | 15.1     |

### Profesional
Tras no ser drafteado en 2022, Jones se unió a los Denver Nuggets para disputar la Liga de Verano de la NBA de 2022.
El 25 de julio de 2022, Simms firmó con Metropolitans 92 de la LNB Pro A.
El 27 de junio de 2023 fichó por el Le Mans Sarthe Basket, también de la LNB Pro A.